# Местная промышленность
Местная промышленность (сокр.местпром) — обобщенный термин, который использовался в СССР и постсоветских странах в период перехода к рыночной экономике для обозначения предприятий местного значения. Эти предприятия рассматривались как отдельная отрасль экономики, охватывающая малые и средние предприятия — заводы, фабрики, производственные объединения, научно-исследовательские институты, проектно-конструкторские организации, предприятия бытового обслуживания населения и т. п. — обладавшие государственной или кооперативной формой собственности и чья продукция и услуги предназначались, как правило, для местного потребления. Основная задача местной промышленности заключалась в удовлетворении потребности населения в товарах народного потребления — изделиях культурно-бытового назначения, хозяйственного обихода, производственного назначения. Также к местной промышленности относились художественные промыслы. Высококачественные сувенирные изделия предназначались для продажи в сети валютных магазинов внутри страны и за рубежом. Предприятия местной промышленности ориентировались на использование в производстве местных ресурсов сырья, материалов, отходов промышленного и сельскохозяйственного производств.

## История
Понятие «местная промышленность» появилось в СССР в 1920-е годы, когда оперативное руководство промышленными предприятиями осуществляли губернские совнархозы и областные промбюро. (Последние объединяли несколько соседних губерний.) Проведенные в мае 1921 года IV Всероссийский съезд совнархозов принял решение о разделении промышленных предприятий на две группы: первая группа включала предприятия, имеющие общегосударственное значение, которые оставались в подчинении ВСНХ РСФСР, а все остальные — кустарные мастерские, артели, промысловые кооперативы, а также малые и средние промышленные предприятия, продукция которых не рассматривалась стратегически важной для советской экономики или имела преимущественно местное применение — были отнесены ко второй группе и переданы в подчинение губсовнархозам и промбюро. Такое разделение полномочий между центральными и местными органами государственного управления на многие годы вперед определило положение и принципы управления предприятиями местной промышленности. На рубеже 1920-30-х годов, вследствие курса руководства СССР на централизацию государственного управления промышленностью и усиление управления по отраслевому принципу, совнархозы постепенно утратили свою значимость как многоотраслевые органы управления. В 1932 году ВСНХ СССР и республиканские совнархозы были преобразованы в наркоматы промышленности, а местные совнархозы — в промышленные отделы исполкомов соответствующего уровня. Республиканский обозный трест (Рособозтрест), ранее находившийся в структуре ВСНХ РСФСР, был передан в ведение уполномоченного представителя Наркомтяжпрома СССР при Совнаркоме РСФСР, а затем передан в образованный в августе 1934 года Народный комиссариат местной промышленности РСФСР, в ведение которого перешли предприятия республиканского значения. Такие же наркоматы были образованы в других республиках Союза ССР и автономных республиках. Для управления предприятиями, объединениями и трестами в наркоматах местной промышленности были созданы отраслевые и функциональные управления (с 1936 года — главные управления). Так, структуру наркомата местной промышленности РСФСР составляли Главобоз, Главфарфор, Главхимпром, Росмузинструмент, Местпромснаб, Главметалл, Главурс, главк полиграфической промышленности и другие ведомства.
Во время Великой отечественной воины в 1941—45 годы производственная деятельность предприятий местной промышленности была подчинена нуждам фронта. По заказам ГКО предприятия стали выпускать для Красной Армии обозно-вещевое имущество (армейскую обувь и одежду (сапоги, гимнастёрки, шаровары, халаты, нательное бельё, полупальто, шубы, шапки-ушанки, меховые рукавицы, ремни), палатки, седла, упряжи, сани, лыжи, лыжные палки, черенки к пехотным и сапёрным лопатам, патронташи, валенки, простыни, пуговицы и другую продукцию), боеприпасы и вооружения. В 1946 году наркоматы местной промышленности были преобразованы в министерства местной промышленности.
После смерти И. В. Сталина советское руководство взяло курс на развитие социально-ориентированных отраслей экономики. В период с 1953 по 1955 годы были предприняты шаги по модернизации легкой промышленности и укреплению материальной базы местной промышленности. Привлечение ресурсов предприятий тяжёлой и оборонной промышленности позволило предприятиям местной промышленности освоить массовое производство технически сложных и пользующихся повышенным спросом бытовых товаров: радиоприёмников, магнитофонов, телевизоров, холодильников, швейных машин, часов, велосипедов и проч. Несмотря на то, что после 1955 года приоритет был переключён на тяжёлую промышленность, принятые в отношении местной промышленности меры имели долговременный эффект, послужив материальной основой для повышения уровня жизни населения в 1950—60-е годы. В период проведения экономической реформы в 1957—65 годы предприятия местпрома стали ключевым компонентом складывающихся территориально-производственных комплексов в рамках экономических административных районов, на которые была поделена территория СССР в начале проведения реформы.
После упразднения совнархозов в 1965 году, экономические субъекты местной промышленности были переданы в ведение министерств местной промышленности республик Союза ССР (автономных республик) и экономических отделов местных органов государственной власти (исполкомы советов). По уровню подчиненности в иерархии государственного управления местная промышленность СССР делилась на три основные группы: республиканскую, областную (краевую) и районную промышленность. Такое районирование позволяло максимально связывать местную промышленность с экономикой конкретного административного образования, на территории которого она располагались. Местпром также стал рассматриваться советскими властями как средство вовлечения в экономику работоспособного населения из числа лиц, ведущих личное хозяйство, трудящихся на дому, а также инвалидов, подростков и сельского населения в межсезонный период. Так, в 1973 надомники составляли более 10% трудовых ресурсов, занятых в местной промышленности.
К 1974 году в системе местной промышленности работало более 3 тыс. предприятий с общим количеством работников более 1 млн. человек. Средняя численность работающих на одном предприятии составляла 340 человек, а штат некоторых предприятий и объединений достигал 3 тысяч и более человек. Крупнейшими из предприятий местпрома были ленинградские фабрики «Красный Октябрь» и им. А. В. Луначарского, которые выпускали музыкальные инструменты; Московский комбинат по производству музыкальных инструментов и мебели; Могилёвский металлургический завод; Оренбургская фабрика пуховых платков, предприятие «Туркменковёр». По состоянию на 1974 год среди предприятий местпрома было 140 производственных объединений, 9 научно-исследовательских и проектно-конструкторских институтов и более 100 проектно-конструкторских бюро. На предприятия местной промышленности того периода приходилось около 15% общего объёма производства в СССР товаров культурно-бытового назначения и хозяйственного обихода. При этом на долю предприятий областного и районного подчинения приходилось 80—85% всей продукции местной промышленности.
Согласно постановлению ЦК КПСС и Совета Министров СССР «О мерах по дальнейшему развитию местной промышленности в 1986—1990 годах и в период до 2000 года», рост производства товаров народного потребления на предприятиях местной промышленности к 2000 году предусматривался в 1,8 раза по сравнению с 1985 годом. Для этого планировалось на договорных началах привлекать коллективы промышленных предприятий союзного и республиканского подчинения, чтобы помочь предприятиям местной промышленности провести механизацию трудоёмких работ и оказать содействие в техническом перевооружении. Однако в связи с развалом советской экономической системы и прекращением государственных субсидий местной промышленности в начале 1990-х годов, большинство из задуманного не было реализовано.
Неспособность советской экономической системы решить проблему хронического дефицита товаров народного потребления вместе с особенностями системы организации и управления кустарным и мелкосерийным производством делало местную промышленность благодатной почвой для коррупции и использования в качестве производственной базы теневой экономики в СССР. В отрасли процветало воровство, приписки и действовали разветвленные подпольные синдикаты цеховиков, выпускавшие нелегальную и контрафактную продукцию для реализации на черном рынке, в то время как многие предприятия местной промышленности находились под пристальным вниманием государственных органов по борьбе с хищениями социалистической собственности. Наиболее крупным из раскрытых дел, в котором оказались замешаны предприятия местпрома, было дело о «меховой мафии».
После распада СССР в 1991 году местная промышленность начала приходить в упадок в связи с катастрофическим снижением покупательной способности населения — основного потребителя продукции местпрома. Спрос на продукцию упал в несколько раз, многие предприятия закрылись. Тем не менее, во многих республиках бывшего СССР местная промышленность выжила благодаря приватизации и поддержке местных властей. На Украине в 2002 году был официально учрежден новый профессиональный праздник — день работников местной промышленности.

## Изделия местной промышленности
- строительная продукция
  - местные строительные материалы
  - скобяные и замочные изделия
- бытовые товары
  - хозяйственный инвентарь
- гончарные изделия
- керамическая и металлическая посуда
- садово-огородный инвентарь
- хозяйственный инструмент
- товары бытовой химии
- мебель
- спортивный инвентарь
- тара из дерева и лозы
- продукция обозостроения
- продукция лесохимии
- изделия из пластических масс
- швейные и тканые изделия
  - рабочая одежда
  - строче-вышитые и кружевные изделия
  - ковры
- музыкальные инструменты
  - пианино
  - баяны
  - аккордеоны
  - щипковые, смычковые и другие инструменты
- игрушки и игры для детей
- подарочные и сувенирные изделия
  - изделия народных художественных промыслов
  - изделия из папье-маше и дерева с миниатюрной живописью и декоративной росписью
  - изделий из камня, дерева, бересты и кости с резьбой и инкрустацией
  - изделий из металла с гравировкой, чеканкой, филигранью
  - художественная керамика

## Отраслевые награды
- нагрудный знак «Отличник социалистического соревнования местной промышленности РСФСР»